# A tenesszium izotópjai
A tenessziumot (Ts) 2009-ben állították elő először, az adatok többsége elméleti számításokból származik. Stabil izotópja nincs, így standard atomtömege nem adható meg.

## Táblázat
| Az izotóp jele | Z(p)                | N(n)                | Az izotóp tömege (u) | felezési idő      | magspin | jellemző izotóp- összetétel (móltört) | természetes ingadozás (móltört) |
| Az izotóp jele | gerjesztési energia | gerjesztési energia | gerjesztési energia  | felezési idő      | magspin | jellemző izotóp- összetétel (móltört) | természetes ingadozás (móltört) |
| -------------- | ------------------- | ------------------- | -------------------- | ----------------- | ------- | ------------------------------------- | ------------------------------- |
| 291Ts          | 117                 | 174                 | 291,20656(95)#       | 0,97 ns           |         |                                       |                                 |
| 292Ts          | 117                 | 175                 | 292,20755(101)#      | 1 ns              |         |                                       |                                 |
| 293Ts          | 117                 | 176                 |                      | 14 (+11, −4) ms   |         |                                       |                                 |
| 294Ts          | 117                 | 177                 |                      | 78 (+370, −36) ms |         |                                       |                                 |

## Fordítás
- Ez a szócikk részben vagy egészben az Isotopes of ununseptium című angol Wikipédia-szócikk ezen változatának fordításán alapul.  Az eredeti cikk szerkesztőit annak laptörténete sorolja fel. Ez a jelzés csupán a megfogalmazás eredetét és a szerzői jogokat jelzi, nem szolgál a cikkben szereplő információk forrásmegjelöléseként.